# Leonard Goldberg (medicinare)
Leonard Goldberg, född den 2 februari 1911 i Warszawa, död den 10 augusti 2010 i Stockholm, var en svensk alkoholforskare.
Goldberg avlade studentexamen i Stockholm 1929, medicine kandidatexamen där 1932 och medicine licentiatexamen 1938. Han promoverades till medicine doktor 1943 på avhandlingen Quantitative studies on alcohol tolerance in man. Goldberg var docent i farmakologi vid Karolinska institutet 1943–1948, laborator där 1948–1957 (tillförordnad 1947) och professor i teoretisk alkoholforskning 1957–1977. Han blev ledamot av försvarets sjukvårdsstyrelses vetenskapliga råd 1949 och av medicinalstyrelsens specialnämnd samma år. Goldberg publicerade skrifter om alkohol, anestesi och biologisk standardisering. Han  blev riddare av Nordstjärneorden 1961. Goldberg vilar på Galärvarvskyrkogården.